# Dryopteris brittonae
Dryopteris brittonae là một loài dương xỉ trong họ Dryopteridaceae. Loài này được Slosson, Maxon mô tả khoa học đầu tiên năm 1926.
Danh pháp khoa học của loài này chưa được làm sáng tỏ. 